# Paracheilinus nursalim
Paracheilinus nursalim är en fiskart som beskrevs av Allen och Erdmann 2008. Paracheilinus nursalim ingår i släktet Paracheilinus och familjen läppfiskar. IUCN kategoriserar arten globalt som livskraftig. Inga underarter finns listade i Catalogue of Life.